# Gizzle
Glenda Raniece Proby, née le 1er décembre 1987 à Los Angeles, mieux connue sous ses noms de scène Gizzle et Lady G, est une rappeuse et compositrice américaine. Sa carrière débute en 2008 en tant que prête-plume pour des artistes tels que Lil' Fizz et Snoop Dogg, puis est apparue comme artiste d'enregistrement sur des albums de Puff Daddy, G-Eazy et Ty Dolla Sign, entre autres. Elle fait ses débuts d'enregistrement sur le single de 2015 de Puff Daddy, You Can Be My Lover, de sa mixtape MMM (Money Making Mitch).
Proby sort sa première mixtape, 7 Days in Atlanta, en 2017. Sa chanson Go Up est largement utilisée dans le marketing du service de jeu éphémère Google Stadia.

## Biographie

### Début de carrière
Glenda Raniece Proby naît le 1er décembre 1987 à Los Angeles, en Californie (États-Unis). Elle est originaire de South Los Angeles. Elle montre un talent pour l'écriture dès son plus jeune âge, en composant de la poésie et de longues lettres à son père lorsqu'il était en prison. Elle commence à rapper à l'adolescence sous le nom de scène Lady G Da Real Deal, participant régulièrement à des événements de rap freestyle à Los Angeles et dans le comté de San Bernardino. Elle enregistre une démo avec Rhythm D de Ruthless Records et se voit proposer un contrat d'enregistrement à l'âge de 17 ans. Cependant, son manager, Cudda Love, l'encourage à se consacrer à l'écriture de chansons pour d'autres.
En 2007, elle obtient son premier crédit d'écriture sur le morceau Beds de Lil' Fizz. Elle est ensuite invitée par le producteur Teddy Riley à écrire pour l'album Ego Trippin' de Snoop Dogg en 2008. Elle est créditée sur les titres Gangsta Like Me et Can't Say Goodbye, qui sont tous deux régulièrement mis en avant dans les critiques positives de l'album,,,,.

### Prête-plume
Depuis ses débuts avec Riley et Snoop Dogg, Proby est devenue une prête-plume de hip-hop prolifique, travaillant avec des artistes de premier plan, dont Kanye West, Nicki Minaj, Meek Mill, Boosie Badazz, Kevin Gates, G-Eazy, Iggy Azalea, Trey Songz, Travis Scott et T.I. Deux de ses collaborateurs les plus fréquents sont Ty Dolla Sign, avec qui elle travaille depuis 2008, et Puff Daddy (Sean Combs), aux albums MMM et No Way Out 2 duquel elle a largement contribué.
Fait inhabituel pour une parolière, Proby écrit principalement pour des rappeurs masculins, mais a été félicitée pour avoir réussi à « entrer dans la tête » des artistes et à travailler en étroite collaboration avec eux pour composer des chansons qui correspondent à leur style personnel. Elle est également l’une des rares femmes queer de premier plan dans l’industrie du hip-hop. Ty Dolla Sign a déclaré que c'était un avantage dans le monde souvent hypermasculin et hypersexualisé du hip-hop.

### Carrière solo
Proby rencontre le chanteur Ty Dolla Sign en 2008, avec qui elle devient une partenaire d'écriture fréquente avant sa percée grand public. Ayant déjà joué sous le nom de Lady G, elle abandonne ce nom au profit de Gizzle en 2011, en publiant plusieurs vidéos sur sa chaîne YouTube. En 2015, elle joue aux côtés de Ty Dolla Sign sur le single de Puff Daddy You Can Be My Lover de la mixtape commerciale de ce dernier MMM (Money Making Mitch). L'année suivante, son apparition dans le clip de la chanson, de façon inattendue en tant que « lesbienne butch menant la chanson, rappant sur le fait de crier après les femmes au milieu d'un buffet misogyne », devient une performance marquante pour Proby,. La même année, elle reçoit de nombreux crédits d'écriture de chansons sur le premier album de Ty Dolla Sign, Free TC, notamment pour le single Saved. En 2016, elle est présente sur le single Enough de l'autrice-compositrice-interprète australienne Delta Goodrem, tiré du cinquième album studio de cette dernière, Wings of the Wild.
Proby sort sa première mixtape, 7 Days in Atlanta, en janvier 2017. L'EP est produit lors d'un seul voyage d'une semaine à Atlanta, avec une des sept chansons enregistrée chaque jour. Gizzle prévoit de poursuivre ce concept avec d'autres mixtapes 7 Days enregistrées dans d'autres villes, notamment Los Angeles, Philadelphie et Denver,. Revolt décrit l'EP comme « un sérieux rappel de la raison pour laquelle [Gizzle] est l'une des meilleurs du secteur ». En 2017, elle figure sur le single Jump de Lupe Fiasco, issu de son album Drogas Light.
En 2021, Proby figure sur la bande originale de la série Arcane de Netflix, sur le morceau Dynasty and Dystopia aux côtés de Denzel Curry et Bren Joy.

## Discographie

### Collaborations
- 2016 : Enough de Delta Goodrem featuring Gizzle